# Philippe Rommens
Philippe Rommens, né le 20 août 1997 à Wommelgem en Belgique, est un footballeur belge qui joue au poste de milieu de terrain au Ferencváros TC.

## Biographie

### En club

#### PSV Eindhoven
Né à Wommelgem en Belgique, Philippe Rommens est notamment formé par le Lierse SK avant de rejoindre en 2006 le centre de formation du PSV Eindhoven. Il intègre les équipes de jeunes jusqu'à jouer pour l'équipe réserve. Le 19 septembre 2014, Rommens fait sa première apparition en professionnel, lors d'une rencontre de deuxième division néerlandaise face au Sparta Rotterdam. Il entre en jeu à la place d'Andjelo Rudović (en) ce jour-là, et son équipe s'incline sur le score de deux buts à zéro.

#### Top Oss
Laissé libre par le PSV Eindhoven à l'été 2018, où il n'aura jamais joué en équipe première, Philippe Rommens s'engage pour deux saisons avec une année supplémentaire en option, avec le TOP Oss le 8 août 2018. Il joue son premier match sous ses nouvelles couleurs le 17 août 2018, lors de la première journée de la saison 2018-2019, contre le MVV Maastricht. Il est titularisé et son équipe s'impose par deux buts à zéro.
Rommens s'impose comme un joueur clé de Top Oss, terminant notamment meilleur buteur du club lors de la saison 2019-2020. Il se blesse toutefois en juillet 2020, il est alors absent pour plusieurs mois.

#### Go Ahead Eagles
Philippe Rommens rejoint librement les Go Ahead Eagles à l'été 2021. Il signe un contrat de deux ans le 22 mai 2022.
Il découvre alors l'Eredivisie, l'élite du football néerlandais, jouant son premier match le 13 août 2021, lors de la première journée de la saison 2021-2022, contre le SC Heerenveen. Il est titularisé lors de cette rencontre perdue par son équipe (0-1 score final).

### En sélections nationales
Philippe Rommens représente l'équipe de Belgique des moins de 19 ans, pour un total de un but en deux matchs, en 2015. Il marque son seul but lors de sa première apparition, le 8 septembre contre la Pologne. Il est titularisé et donne la victoire à son équipe ce jour-là (1-0).